# Zabriskie Point (film)
Zabriskie Point – amerykański film z 1970 w reżyserii Michelangelo Antonioniego, nawiązujący do młodzieżowego fermentu końca lat 60. XX w.

## Fabuła

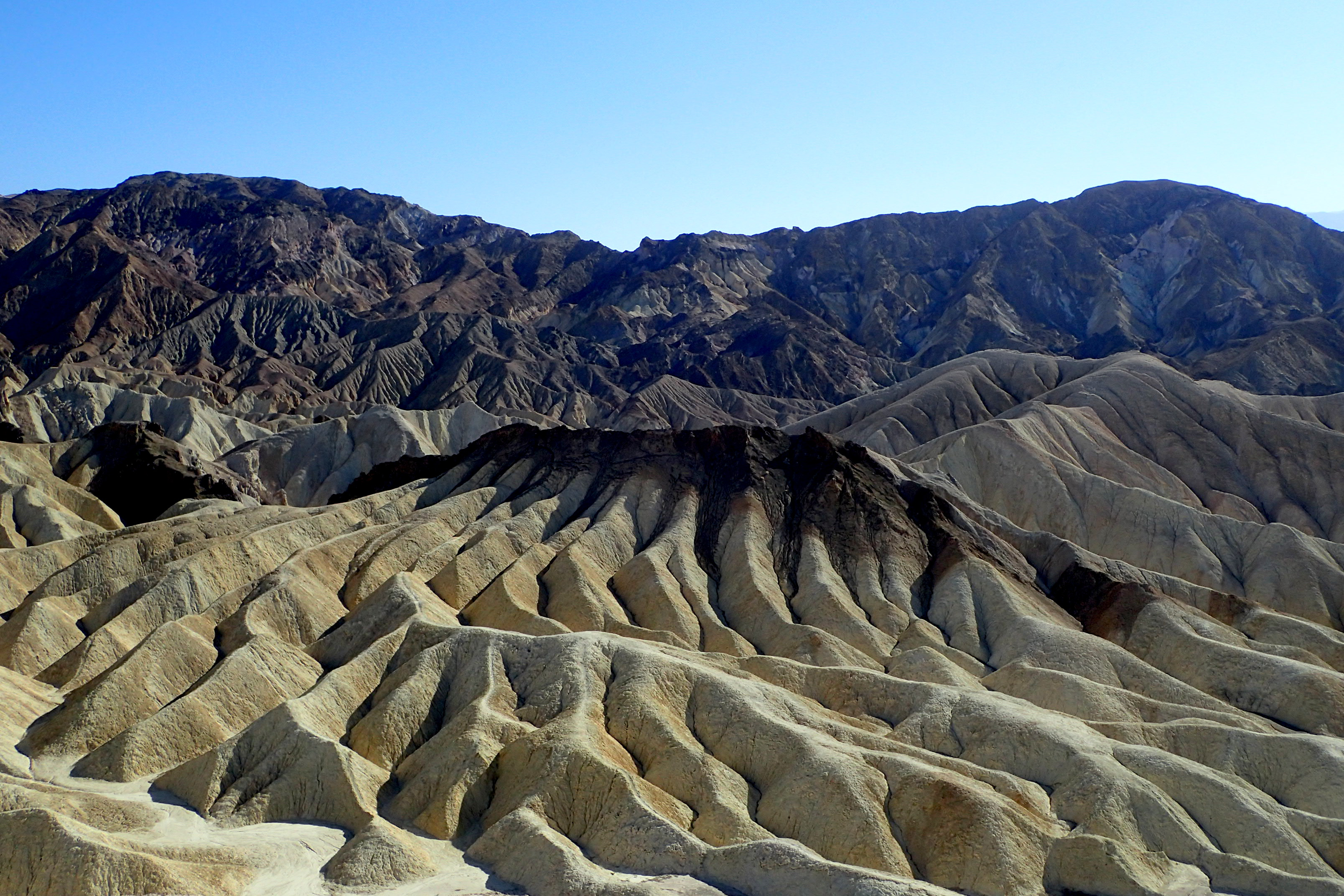
Zabriskie Point

Zabriskie Point to nazwa punktu widokowego w Dolinie Śmierci w południowej Kalifornii.
Film stanowi swoistą manifestację ducha młodzieżowej rewolty, próbę zrozumienia jej przyczyn na tle problemów młodzieży w tamtym okresie i wynikających z nich zachowań oraz konsekwencji jakie za sobą niosły.
Na uniwersytecie w Los Angeles kolorowi studenci protestują przeciwko dyskryminacji rasowej. Przyłączają się do nich biali studenci i dochodzi do rozruchów, podczas których ginie policjant. Mark Frechette jest świadkiem tych wydarzeń i wydaje mu się, że to on zastrzelił policjanta. Gdy ucieka z miasta ukradzioną awionetką, rzuca na siebie główne podejrzenie. Na pustyni spotyka hippiskę Darię i dalej podróżują już razem, by w miejscu Zabriskie Point przeżyć gorącą miłość.

## Obsada
- Mark Frechette – Mark
- Daria Halprin – Daria
- Paul Fix – właściciel kawiarni
- Bill Garaway – Morty
- Kathleen Cleaver – Kathleen
- Rod Taylor – Lee Allen
- G.D. Spradlin – współpracownik Lee
- Harrison Ford – Bit Part, pracownik na lotnisku (niewymieniony w czołówce)

## Soundtrack
- 1. Pink Floyd -"Heart Beat, Pigmeat"
- 2. The Kaleidoscope -"Brother Mary"
- 3. Grateful Dead -"Dark Star" (excerpt)
- 4. Pink Floyd -"Crumbling Land"
- 5. Patti Page -"Tennessee Waltz"
- 6. Youngbloods -"Sugar Babe"
- 7. Jerry Garcia -"Love Scene"
- 8. Roscoe Holscomb -"I Wish I Was A Single Girl Again"
- 9. The Kaleidoscope -"Mickey’s Tune"
- 10. John Fahey -"Dance of Death"
- 11. Pink Floyd-"Come In Number 51, Your Time Is Up" (wersja Careful With That Axe, Eugene)